# Douvrin
Douvrin és un municipi francès situat al departament del Pas de Calais i a la regió dels Alts de França. L'any 2007 tenia 5.111 habitants.

## Demografia

### Població
El 2007 la població de fet de Douvrin era de 5.111 persones. Hi havia 1.868 famílies de les quals 395 eren unipersonals (163 homes vivint sols i 232 dones vivint soles), 551 parelles sense fills, 779 parelles amb fills i 143 famílies monoparentals amb fills.
La població ha evolucionat segons el següent gràfic:
Habitants censats

### Habitatges
El 2007 hi havia 1.998 habitatges, 1.906 eren l'habitatge principal de la família, 2 eren segones residències i 90 estaven desocupats. 1.859 eren cases i 129 eren apartaments. Dels 1.906 habitatges principals, 1.442 estaven ocupats pels seus propietaris, 422 estaven llogats i ocupats pels llogaters i 42 estaven cedits a títol gratuït; 7 tenien una cambra, 53 en tenien dues, 116 en tenien tres, 435 en tenien quatre i 1.294 en tenien cinc o més. 1.378 habitatges disposaven pel capbaix d'una plaça de pàrquing. A 888 habitatges hi havia un automòbil i a 748 n'hi havia dos o més.

### Piràmide de població
La piràmide de població per edats i sexe el 2009 era:
| Homes | Edats   | Dones |
| ----- | ------- | ----- |
| 0     | 95 o +  | 0     |
| 0     | 90 a 94 | 16    |
| 24    | 85 a 89 | 16    |
| 8     | 80 a 84 | 44    |
| 24    | 75 a 79 | 76    |
| 64    | 70 a 74 | 100   |
| 88    | 65 a 69 | 116   |
| 112   | 60 a 64 | 116   |
| 88    | 55 a 59 | 92    |
| 176   | 50 a 54 | 144   |
| 212   | 45 a 49 | 220   |
| 256   | 40 a 44 | 232   |
| 200   | 35 a 39 | 188   |
| 180   | 30 a 34 | 228   |
| 168   | 25 a 29 | 148   |
| 176   | 20 a 24 | 180   |
| 252   | 15 a 19 | 248   |
| 264   | 10 a 14 | 264   |
| 208   | 5 a 9   | 172   |
| 164   | 0 a 4   | 124   |

## Economia
El 2007 la població en edat de treballar era de 3.422 persones, 2.345 eren actives i 1.077 eren inactives. De les 2.345 persones actives 2.014 estaven ocupades (1.119 homes i 895 dones) i 331 estaven aturades (169 homes i 162 dones). De les 1.077 persones inactives 337 estaven jubilades, 369 estaven estudiant i 371 estaven classificades com a «altres inactius».

### Ingressos
El 2009 a Douvrin hi havia 1.911 unitats fiscals que integraven 5.096 persones, la mediana anual d'ingressos fiscals per persona era de 16.211 €.

### Activitats econòmiques
Dels 150 establiments que hi havia el 2007, 7 eren d'empreses extractives, 5 d'empreses alimentàries, 2 d'empreses de fabricació de material elèctric, 1 d'una empresa de fabricació d'elements pel transport, 16 d'empreses de fabricació d'altres productes industrials, 12 d'empreses de construcció, 29 d'empreses de comerç i reparació d'automòbils, 11 d'empreses de transport, 10 d'empreses d'hostatgeria i restauració, 4 d'empreses d'informació i comunicació, 5 d'empreses financeres, 5 d'empreses immobiliàries, 11 d'empreses de serveis, 18 d'entitats de l'administració pública i 14 d'empreses classificades com a «altres activitats de serveis».
Dels 35 establiments de servei als particulars que hi havia el 2009, 1 era una comissaria de policia, 1 oficina d'administració d'Hisenda pública, 1 oficina de correu, 1 una oficina bancària, 2 funeràries, 3 tallers de reparació d'automòbils i de material agrícola, 1 autoescola, 1 paleta, 2 guixaires pintors, 1 fusteria, 4 lampisteries, 2 electricistes, 2 empreses de construcció, 7 perruqueries, 5 restaurants i 1 agència immobiliària.
Dels 11 establiments comercials que hi havia el 2009, 1 era una gran superfície de material de bricolatge, 2 fleques, 1 una fleca, 1 una peixateria, 1 una llibreria, 2 botigues de material esportiu i 3 floristeries.
L'any 2000 a Douvrin hi havia 11 explotacions agrícoles.

## Equipaments sanitaris i escolars
Els 2 equipaments sanitaris que hi havia el 2009 eren farmàcies.
El 2009 hi havia 2 escoles maternals i 3 escoles elementals. Douvrin disposava d'un col·legi d'educació secundària amb 532 alumnes.

## Poblacions més properes
El següent diagrama mostra les poblacions més properes.